# Bràfim

Położenie gminy na mapie comarki Alt Camp.

Bràfim – gmina w Hiszpanii,  w Katalonii, w prowincji Tarragona, w comarce Alt Camp.
Powierzchnia gminy wynosi 6,42 km². Zgodnie z danymi INE, w 2005 roku liczba ludności wynosiła 636, a gęstość zaludnienia 99,07 osoby/km². Wysokość bezwzględna gminy równa jest 236 metrów. Współrzędne geograficzne gminy to 41°16'14"N, 1°20'30"E.

## Demografia
- 1991 – 580
- 1996 – 569
- 2001 – 581
- 2004 – 610
- 2005 – 636